# قشلاق صومعة
قشلاق صومعة هي قرية في مقاطعة كليبر، إيران. عدد سكان هذه القرية هو 215 في سنة 2006.